# Klemens Ludwig
Klemens Ludwig (* 23. Dezember 1955 in Suttrop, Sauerland; † 11. Dezember 2022 in Tübingen) war  ein deutscher Autor, Publizist, Minderheitenexperte und Tibetkundler. Neben seinen Schwerpunkten publizierte er auch zu Themen wie Tourismus und Astrologie. Ab 2015 war er 1. Vorsitzender des Deutschen Astrologen-Verbandes.

## Werdegang
Nach dem Abitur am Friedrich-von-Spee-Gymnasium in Rüthen 1975 studierte er zunächst Anglistik und Theologie in Tübingen. 1979 ging er als zweiter hauptamtlicher Mitarbeiter zur Gesellschaft für bedrohte Völker (damals Hamburg, heute Göttingen). Inhaltlich konzentrierte er sich im Laufe der Zeit auf Konflikte in Asien.
1986 besuchte er erstmals Tibet, was seitdem den Schwerpunkt seiner publizistischen Arbeit bildet. Er hat fast alle asiatischen Staaten bereist und über seine Erfahrungen publiziert. Von 1994 bis 2000 war er Vorsitzender der Tibet Initiative Deutschland. Ende der 1980er, Anfang der 90er Jahre hielt er sich häufig im Baltikum auf und erlebte dort den Zerfall der Sowjetunion und die Wiedererlangung der Unabhängigkeit der baltischen Staaten.

## Leistungen
Während seiner Zeit bei der Gesellschaft für bedrohte Völker organisierte er im Juni 1985 den ersten Deutschlandbesuch des Nobelpreisträgers und heutigen osttimoresischen Präsidenten José Ramos-Horta. Im Rahmen dieser Aktivitäten hat er mehrfach vor dem Entkolonisierungsausschuss der UNO in New York referiert.
Seit 1989 arbeitet Klemens Ludwig als freier Autor und Publizist, dabei liegt der Schwerpunkt auf der Himalaya-Region. Daneben erschien ebenfalls im Beck-Verlag eine Dalai-Lama-Biographie mit einem sehr persönlichen Vorwort des Beschriebenen. Ludwig hat das tibetische Oberhaupt 1988 im Schweizer Rikon zum ersten Mal getroffen und ist ihm seitdem regelmäßig begegnet.
Zudem zeichnet Ludwig als Chefredakteur der Zeitschrift „Brennpunkt Tibet“ verantwortlich. Weitere Publikationen befassen sich mit Birma/Myanmar, Osttimor, den baltischen Staaten, ethnischen, nationalen und religiösen Minderheiten allgemein, sanftem Tourismus, Atomversuchen und deren Auswirkungen auf indigene Völker.
Klemens Ludwig schreibt für Organe wie Neue Zürcher Zeitung, Frankfurter Allgemeine, Die Welt, die Tageszeitung (taz), Publik-Forum u. a. Zudem arbeitet er für die öffentlich-rechtlichen Rundfunkanstalten. Neben seiner publizistischen Tätigkeit verzeichnet Ludwig auch eine intensive Vortrags- und Lesetätigkeit.
In seinem 2010 erschienenen historischen Roman „Die Schwarze Hofmännin“ wendet er sich einer weitgehend vergessenen Gestalt der deutschen Geschichte zu und setzt der einzig namentlich bekannte Frau aus dem großen Bauernkrieg von 1525 ein Denkmal.

## Positionen
In seinem Buch „Augenzeugen lügen nicht. Journalistenberichte, Anspruch und Wirklichkeit“ greift Klemens Ludwig bereits 1992 die Problematik von Auslandsreportagen auf, die Ende 2018 durch die sog. Relotius-Affäre mit erfundenen Reportagen im Spiegel und anderen Medien große Aufmerksamkeit erfuhr. Ludwigs Buch wurde vom Spiegel hämisch verrissen: „Kein Wunder also, daß Auslandsreporter die Wahrheit nicht finden konnten. Die wohnt nämlich, in Gestalt des Klemens Ludwig, in Tübingen.“
Ludwig vertritt in dem Buch „Die Opferrolle. Der Islam und seine Inszenierung“ die These, „die islamische Opferrolle wird von allen gesellschaftlich relevanten und einflussreichen Gruppen beschworen: Von Wissenschaftlern und Politikern, Schriftstellern und Journalisten, Soziologen und Theologen.“ Dem hält er entgegen, „im gesamtgesellschaftlichen Kontext sind Muslime jedoch bei Weitem nicht in dem Ausmaß Opfer, wie ihre Inszenierung glauben machen will. Wären sie es, würden ihre Verbände, ihre Vertreter und ihre Institutionen nicht mit einem solchen Selbstbewusstsein und einer solchen Selbstverständlichkeit ihre Forderungen nach einem islamgemäßen Leben erheben; [...] Opfer sind in der Regel zu eingeschüchtert, um offensiv und selbstbewusst Forderungen zu erheben.“
Diese Thesen wurden kontrovers diskutiert. Godehard Uhlemann attestierte dem Autor in der Rheinischen Post, das Buch sei „ein engagierter Debattenbeitrag. Es ist gut lesbar, klar in der Gedankenführung, aber nie provozierend oder polarisierend.“
Dagegen kommentiert Matthias Bertsch im Deutschlandfunk zur 2. Auflage: „Die Stärke von ‚Die Opferrolle‘ liegt darin, dass Ludwig hartnäckig an kritischen Fragen und Gedanken festhält, die von vielen allein schon deswegen nicht mehr öffentlich ausgesprochen werden, weil sie als islamophob, rassistisch oder schlicht „rechts“ gelten und die Fragenden deswegen ausgegrenzt werden. Doch in dieser Hartnäckigkeit liegt zugleich die große Schwäche des Buches. All die Zitate und Beispiele, die Ludwig bringt, erfüllen doch nur einen Zweck: zu belegen, was er sowieso schon wusste. Die Tatsachen sind nicht falsch, aber sie sind eben nur ein Teil der Wahrheit.“

## Auszeichnungen
Für seine Bemühungen um eine „objektive Darstellung des Themas Astrologie“ erhielt er 1995 den „Medienpreis Astrologie“ des Deutschen Astrologen-Verbandes.
Zudem wurde er zum Ehrenmitglied der Gesellschaft für bedrohte Völker ernannt.

## Buchpublikationen
- Die Astrologie als Schlüssel zur Kommunikation, Tübingen 2023
- Die kosmische Dreifaltigkeit. Die drei Urprinzipien kardinal, fix und veränderlich als Schlüssel zum Verständnis des Horoskops, Tübingen 2021
- Die Straße der Astrologie. 444 himmlische Reiseziele in Deutschland (mit Reinhardt Stiehle), Tübingen 2017
- Astrologie in der Kunst – 4000 Jahre kosmische Harmonie und Ästhetik, Tübingen 2013
- Gendün – Die Rückkehr des Panchen Lama, Gießen 2012
- Die Opferrolle. Der Islam und seine Inszenierung, München 2011
- Die Schwarze Hofmännin: Ein Bauernkriegsroman, Knecht Verlag, 2010
- Vielvölkerstaat China – Die nationalen Minderheiten im Reich der Mitte, München 2009, Becksche Reihe
- Wenn der Eisenvogel fliegt – Tibeter im Exil – Nymphenburger, 2008
- Das große Handbuch der Astrologie (mit Daniela Weise), Krummwisch bei Kiel, 2008
- Dalai Lama – Botschafter des Mitgefühls, München 2008
- Das Horoskop meines Kindes. Kinder in ihrer Einzigartigkeit verstehen und unterstützen, München 2001
- Das große Lexikon der Astrologie (mit Daniela Weise), Niedernhausen 2001
- Perspektiven für Tibet, München 2000
- Lettland – Eine Länderkunde, München 2000
- Estland – Eine Länderkunde, München 1999
- Tibet: Schönheit – Zerstörung – Zukunft (mit Franz Alt), Frankfurt 1998
- Der Weg zum Potala, Ein Roman aus dem alten Tibet, Gießen 1997
- Birma – Eine Länderkunde, München 1997
- Osttimor – Der zwanzigjährige Krieg, Reinbek 1996
- Ethnische Minderheiten in Europa. Ein Lexikon, München 1995
- Phantom Atom. Abgründe der Atomtechnologie und Wege aus der Gefahr (mit Susanna Voigt), Gießen 1993
- Flüstere zu dem Felsen. Die Botschaft der Ureinwohner der Erde zur Bewahrung der Schöpfung, Freiburg 1993
- Europa zerfällt, Völker ohne Staaten und der neue Nationalismus, Reinbek 1993
- Augenzeugen lügen nicht. Journalistenberichte: Anspruch und Wirklichkeit, München 1992
- Das Baltikum – Eine Länderkunde, München 1991
- Tibet – Glaube gegen Gewehre, Essen 1991
- Der neue Tourismus, München 1990
- Tibet klagt an (mit Petra Kelly und Gert Bastian), Wuppertal 1990
- Tibet – Eine Länderkunde, München, 1989
- Lebenslieder – Todesklagen, Ein Lesebuch vergessener Völker, Wuppertal 1988
- Bedrohte Völker. Ein Lexikon nationaler und religiöser Minderheiten, München, 1985
- Osttimor – Das vergessene Sterben, Göttingen 1985